# Tinga Tinga Fabeln
Tinga Tinga Fabeln (Originaltitel: Tinga Tinga Tales) ist eine britische Zeichentrickserie, die zwischen 2010 und 2011 produziert wurde.

## Handlung
Die Serie versucht jungen Zuschauer kindgerecht komplexere Sachverhalte und Phänomene aus der Tierwelt zu erklären. Dies macht sie, indem Tiere alte afrikanische Volksmärchen erzählen. Inspiriert wurde sie dabei von traditionellen afrikanische Tiergeschichten und tansanischer Kunst.

## Produktion und Veröffentlichung
Die Serie wurde von 2010 bis 2011 in Großbritannien produziert. Dabei sind 2 Staffeln und 52 Episoden entstanden. Die Serie selbst ist der Tingatinga-Malerei nachempfunden und die Zeichnungen sind handgemacht und wurden später animiert.
Regie führte Richard Jeffery. Am Drehbuch beteiligten sich Bruce Hobson, Bridget Hurst, Judy Kibinge, Claudia Lloyd und Anna Starkey. Die Produktion übernahmen Homeboyz Entertainment, Tiger Aspect Productions Limited und Classic Media Distribution Limited. Für die Musik war Eric Wainaina verantwortlich.
Die deutsche Erstausstrahlung fand am 20. Januar 2014 auf KiKA statt.

## Episodenliste

### Staffel 1
| Nr. | deutscher Titel                                     | englischer Titel                       | dt. Erstausstrahlung |
| 1   | Warum Elefant einen Rüssel hat                      | Why Elephant Has A Trunk               | 20. Januar 2014      |
| 2   | Warum Schlange keine Beine hat                      | Why Snake Has No Legs                  | 20. Januar 2014      |
| 3   | Warum Nilpferd keine Haare hat                      | Why Hippo Has No Hair                  | 21. Januar 2014      |
| 4   | Warum Schildkröte einen Puzzle-Panzer hat           | Why Tortoise Has A Broken Shell        | 21. Januar 2014      |
| 5   | Warum Huhn am Boden pickt                           | Why Hen Pecks The Ground               | 22. Januar 2014      |
| 6   | Warum Fledermaus kopfüber hängt                     | Why Bat Hangs Upside Down              | 22. Januar 2014      |
| 7   | Warum Warzenschwein so hässlich ist                 | Why Warthog Is So Ugly                 | 23. Januar 2014      |
| 8   | Warum Eule den Kopf ganz herumdrehen kann           | Why Owl’s Head Turns All The Way Round | 23. Januar 2014      |
| 9   | Warum Affen in Bäumen schaukeln                     | Why Monkeys Swing In The Trees         | 24. Januar 2014      |
| 10  | Warum Madenhacker auf dem Rücken von Nilpferd sitzt | Why Tickbird Sits On Hippo’s Back      | 24. Januar 2014      |
| 11  | Warum Frosch quakt                                  | Why Frog Croaks                        | 27. Januar 2014      |
| 12  | Warum Spinne eine schmale Taille hat                | Why Spider Has A Tiny Waist            | 27. Januar 2014      |
| 13  | Warum Geier kahl ist                                | Why Vulture Is Bald                    | 28. Januar 2014      |
| 14  | Warum Giraffe einen langen Hals hat                 | Why Giraffe Has A Long Neck            | 28. Januar 2014      |
| 15  | Warum Stachelschwein Stacheln hat                   | Why Porcupine Has Quills               | 29. Januar 2014      |
| 16  | Warum sich Eidechse unter Steinen versteckt         | Why Lizard Always Hides Under Rocks    | 29. Januar 2014      |
| 17  | Warum Krokodil einen buckligen Rücken hat           | Why Crocodile Has A Bumpy Back         | 30. Januar 2014      |
| 18  | Warum Schakal den Mond anheult                      | Why Jackal Howls At The Moon           | 30. Januar 2014      |
| 19  | Warum Hase hoppelt                                  | Why Hare Hops                          | 31. Januar 2014      |
| 20  | Warum Moskito summt                                 | Why Mosquito Buzzes                    | 31. Januar 2014      |
| 21  | Warum Nashorn angreift                              | Why Rhino Charges                      | 3. Februar 2014      |
| 22  | Warum Raupe niemals in Eile ist                     | Why Caterpillar Is Never In A Hurry    | 3. Februar 2014      |
| 23  | Warum Löwe brüllt                                   | Why Lion Roars                         | 4. Februar 2014      |
| 24  | Warum Zebra Streifen hat                            | Why Zebra Has Stripes                  | 4. Februar 2014      |
| 25  | Warum Flamingo auf einem Bein steht                 | Why Flamingo Stands On One Leg         | 5. Februar 2014      |
| 26  | Warum Specht klopft                                 | Why Woodpecker Pecks                   | 5. Februar 2014      |

### Staffel 2
| Nr. | deutscher Titel                             | englischer Titel                          | dt. Erstausstrahlung |
| 27  | Warum Strauß den Kopf in den Sand steckt    | Why Ostrich Sticks Her Head In The Ground | 6. Februar 2014      |
| 28  | Warum Kamel einen Höcker hat                | Why Camel Has A Hump                      | 6. Februar 2014      |
| 29  | Warum Gnus die Flucht ergreifen             | Why Wildebeest Stampede                   | 7. Februar 2014      |
| 30  | Warum Chamäleon die Farbe wechselt          | Why Chameleon Changes Colour              | 7. Februar 2014      |
| 31  | Warum Leopard Punkte hat                    | Why Leopard Has Spots                     | 10. Februar 2014     |
| 32  | Warum Hyäne kurze Hinterbeine hat           | Why Hyena Has Short Back Legs             | 10. Februar 2014     |
| 33  | Warum Ameisen zusammen arbeiten             | Why Ants Work Together                    | 11. Februar 2014     |
| 34  | Warum Floh hüpft                            | Why Flea Jumps                            | 11. Februar 2014     |
| 35  | Warum Kolibri summt                         | Why Hummingbird Hums                      | 12. Februar 2014     |
| 36  | Warum Pavian einen nackten Hintern hat      | Why Baboon Has A Bare Bottom              | 12. Februar 2014     |
| 37  | Warum Bienen stechen                        | Why Bees Sting                            | 13. Februar 2014     |
| 38  | Warum Pfau stolziert                        | Why Peacock Struts                        | 13. Februar 2014     |
| 39  | Warum Erdferkel eine klebrige Zunge hat     | Why Aardvark Has A Sticky Tongue          | 14. Februar 2014     |
| 40  | Warum Wal spritzt                           | Why Whale Spouts                          | 14. Februar 2014     |
| 41  | Warum Papagei nichts für sich behalten kann | Why Parrot Can’t Keep A Secret            | 17. Februar 2014     |
| 42  | Warum Buschbaby so große Augen hat          | Why Bushbaby Has Big Eyes                 | 17. Februar 2014     |
| 43  | Warum Perlhuhn Punkte hat                   | Why Guinea Fowl Has Dots                  | 18. Februar 2014     |
| 44  | Warum Büffel Hörner hat                     | Why Buffalo Has Horns                     | 18. Februar 2014     |
| 45  | Warum Puffotter ihre Haut abwirft           | Why Puff Adder Sheds His Skin             | 19. Februar 2014     |
| 46  | Warum Adler der Herr der Lüfte ist          | Why Eagle Rules The Skies                 | 19. Februar 2014     |
| 47  | Warum Stinktier stinkt                      | Why Skunk Smells                          | 20. Februar 2014     |
| 48  | Warum Grille zirpt                          | Why Cricket Chirrups                      | 20. Februar 2014     |
| 49  | Warum Maulwurf unter der Erde wohnt         | Why Mole Lives Underground                | 21. Februar 2014     |
| 50  | Warum Eichhörnchen Nüsse sammelt            | Why Squirrel Gathers Nuts                 | 21. Februar 2014     |
| 51  | Warum Erdmännchen immer aufpassen muss      | Why Meerkat Is Always On The Lookout      | 24. Februar 2014     |
| 52  | Warum Mama Gepard Tränen hat                | Why Cheetah Has Tears                     | 24. Februar 2014     |